# Fred Berner
Fred Berner ist ein US-amerikanischer Filmproduzent und Regisseur.

## Leben
Fred Berner studierte am Ithaca College an der Fakultät Cinema Studies and Photography.
Er begann seine Karriere in Filmwirtschaft als Produktionsassistent. Seit Mitte der 1980er Jahre ist er als Produzent tätig. Berner produziert die Filme und Fernsehserien seit 1989 über sein Produktionsunternehmen Fred Berner Films, das er seit dem Jahr 2002 gemeinsam mit Amy Durning betreibt.
Berner produzierte unter anderem Louis Malles letzten Film Vanja auf der 42. Straße (1994), die Filmbiografie Pollock (2000) und Jessica Sharzers Coming-of-Age-Film Speak – Die Wahrheit ändert alles (2004). Als Executive Producer bzw. Co-Executive Producer wirkte er unter anderem an Fernsehserien wie Criminal Intent – Verbrechen im Visier, Law & Order, FBI: Most Wanted und Law & Order: Organized Crime mit. Seit dem Jahr 2008 übernahm er bei zahlreichen Episoden diverser Fernsehserien auch die Regie. Gelegentlich übernahm er auch die Regie kleinerer Theaterinszenierungen.
Für seine Produktion der Filmbiografie Maestro über den Komponisten und Dirigenten Leonard Bernstein wurde Berner 2024 gemeinsam mit Amy Durning, Bradley Cooper, Steven Spielberg und Kristie Macosko Krieger für den Oscar in der Kategorie Bester Film nominiert. Berner hatte über 15 Jahre an dem Projekt gearbeitet, bis es nach der Zusage Bradley Coopers für die Hauptrolle umgesetzt werden konnte.
Berner ist Mitglied der Academy of Motion Picture Arts and Sciences, der Academy of Television Arts and Sciences, der Directors Guild of America und der Producers Guild of America.

## Filmografie
Produzent
- 1985–1986: Junge Schicksale (ABC Afterschool Specials, 3 Episoden)
- 1988: The Mondo Beyondo Show (Fernsehspecial)
- 1988: Unter Druck (White Hot)
- 1989: Miss Firecracker
- 1990: Aufbruch der Söhne (Rising Son, Fernsehfilm)
- 1991: Without Warning: The James Brady Story (Fernsehfilm)
- 1992: Sag’s offen, Shirlee (Straight Talk)
- 1993: Little Jo – Eine Frau unter Wölfen (The Ballad of Little Jo)
- 1994: Vanja auf der 42. Straße (Vanya on 42nd Street)
- 1994: Lakota Woman: Siege at Wounded Knee (Fernsehfilm)
- 1996: Great White Hype – Eine K.O.Mödie (The Great White Hype)
- 1996: Zwischen den Welten (Hidden in America)
- 1999: Murder in a Small Town (Fernsehfilm)
- 2000: Pollock
- 2000: Hopewell (Fernsehfilm)
- 2004: Speak – Die Wahrheit ändert alles (Speak)
- 2023: Maestro

Executive Producer
- 1997: About Us: The Dignity of Children (Fernsehfilm)
- 1998: The Farmhouse
- 2001–2006: Criminal Intent – Verbrechen im Visier (Law & Order: Criminal Intent, Fernsehserie, 111 Episoden)
- 2008–2010: Law & Order (Fernsehserie, 61 Episoden)
- 2009: Handsome Harry
- 2010: 3 Backyards
- 2013: Magic City (Fernsehserie, 8 Episoden)
- 2020: FBI: Most Wanted (Fernsehserie, 14 Episoden)
- 2021–2024: Law & Order: Organized Crime (Fernsehserie, 52 Episoden)

Regie
- 2008–2010: Law & Order (Fernsehserie, 6 Episoden)
- 2011–2019: Law & Order: Special Victims Unit (Fernsehserie, 7 Episoden)
- 2014–2017: Chicago P.D. (Fernsehserie, 7 Episoden)
- 2015–2018: Chicago Med (Fernsehserie, 7 Episoden)
- 2016: Chicago Fire (Fernsehserie, 1 Episode)
- 2017: Chicago Justice (Fernsehserie, 2 Episoden)
- 2017: Law & Order True Crime (Fernsehserie, 2 Episoden)
- 2018–2019: FBI (Fernsehserie, 2 Episoden)
- 2019: Still Happy (Kurzfilm)
- 2020: FBI: Most Wanted (Fernsehserie, 4 Episoden)
- 2021–2022: Law & Order: Organized Crime (Fernsehserie, 6 Episoden)

## Theater
Regie
- 2010: Happy (59E59 Theater, New York City)
- 2013: Pine Cone Moment (59E59 Theater, New York City)
- 2014: Sec. 310, Row D, Seats 5 and 6 (59E59 Theater, New York City)